# Vadim Linetski
Vadim Vadimovitsj Linetski (Russisch: Вадим Вадимович Линецкий) (Leningrad, 13 januari 1969 - Londen, 29 januari 1999) was een Russische filosoof en literatuurwetenschapper. 
Vadim Linetski publiceerde tussen 1994 en 1997 drie boeken en diverse artikelen over poststructuralistische literatuurtheorie. Zijn teksten, aanvankelijk in het Russisch geschreven, vanaf 1995 in het Engels, hebben een zwaar psychoanalytisch en filosofisch-theoretisch gehalte en veronderstellen kennis van het werk van met name Sigmund Freud, Michail Bachtin, Jacques Lacan en Jacques Derrida. Linetski stelde alles in het werk om door de internationale literatuurwetenschappelijke gemeenschap erkend te worden, maar zijn moeite was vergeefs. Hij overleed in 1999 op dertigjarige leeftijd aan een dubbele longontsteking in combinatie met zelfverwaarlozing.
Linetski ligt begraven op Chingford Mount Cemetery, een begraafplaats in het noordoosten van Londen.

## Secundaire literatuur
- Tatiana Bubnova Gulaya, 'Vadim Linetski, "Anti-Bakhtin" – Lučšaja kniga o Vladimire Nabokove', in Acta Poetica, 18-19, 1998, blz. 424-430.
- Debra Raschke, 'Review: Vadim Linetski, The Text Which is Difficult to Reach', in Comparatist: journal of the Southern Comparative Literature Association, 22, 1998, blz.198-201.
- Dirk Uffelman, 'Rezension: Vadim Lineckij, The Text Which is Difficult to Reach, in Die Welt der Slaven 42, 1, 1997, blz. 177-180.
- Jack van der Weide, 'Review: Vadim Linetski, The Text Which is Difficult to Reach', in SubStance 26, 1, 1997, blz. 173-175.
- Jack van der Weide, 'De ijverige heer Pad. Leven en werk van Vadim Linetski (1969-1999)', in Streven 74, 7/8, 2007, blz. pp. 588-599.